# Darapskit
Darapskit – minerał z gromady azotanów i siarczanów. Nazwany na cześć chemika i mineraloga Ludwiga Darapsky'ego (1857–1916).

## Charakterystyka
Darapskit jest przezroczystym, bezbarwnym minerałem. Krystalizuje w układzie jednoskośnym, w formie tabliczek. Połysk szklisty. Miękki – 2,5 w skali Mohsa. Łatwo rozpuszczalny w wodzie.

## Występowanie
Powstaje warstwach bogatych w azot i siarkę. Można go znaleźć na Antarktyce, Bahamach, w Chile, Chinach, Libanie, Rumunii i Stanach Zjednoczonych.